# Galten FS
Fodboldklubben Galten FS er en del af den flerstrengede forening Galten Forenede Sportsklubber der er beliggende i det grønne område midt i Galten og Skovby.
Skovby IFs fodboldafdeling er fusioneret med Galten FS.
Galten FS er samarbejdsklub med AGF.
Klubbens herrehold spiller i Serie 3 i DBU Jylland per 2013.

## Tidligere spillere
- Lasse Jørgensen
- Sanel Kapidzic
- Trine Østergaard Jensen